# NGC 7672
NGC 7672 ist eine Spiralgalaxie mit aktivem Galaxienkern vom Hubble-Typ Sb im Sternbild Pegasus am Nordsternhimmel. Sie ist schätzungsweise 186 Millionen Lichtjahre von der Milchstraße entfernt und hat einen Durchmesser von etwa 45.000 Lichtjahren. Möglicherweise bildet er mit NGC 7671 ein gravitativ gebundenes Galaxienpaar.
Das Objekt wurde am 23. Oktober 1857 vom irischen Astronomen R. J. Mitchell, einem Assistenten von William Parsons, entdeckt.